# Paris-Amsterdam-Paris

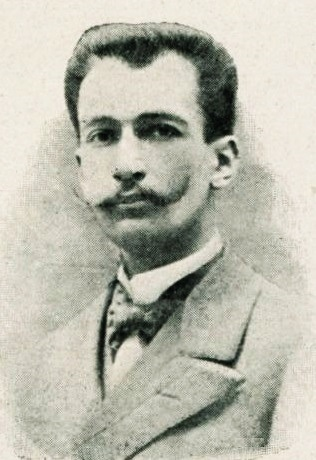
Le comte Gaston de Chasseloup-Laubat, organisateur de la course pour l'ACF.

Paris-Amsterdam-Paris (ou « Course des Voitures françaises ») est une course automobile organisée sur une semaine du 7 au 13 juillet 1898 par l'Automobile Club de France. Les motocyclettes sont également admises pour l'épreuve.

## Historique
La longueur totale du parcours de course, sur routes alors encore dépourvues de revêtement bitumé, est de 1 431 kilomètres. Rétrospectivement, cet évènement est considéré comme étant le IIIe Grand Prix automobile de l'ACF. Une journée de repos est  accordée aux participants encore en lice à Amsterdam.
Pour la première fois apparaissaient des véhicules spécialement conçus pour une course, notamment chez Amédée Bollée. Le vainqueur, Charron, s'impose finalement à 43,26 km/h de moyenne.
Les véhicules de plus de deux roues sont divisées en trois classes
- A - à deux places (25 partants, 15 arrivants).
- B - Tricycles (vainqueur Marcellin sur Phébus en 39 h 36 min 37 s).
- C - Voitures légères (voiturettes, vainqueur Corbière en 50 h 14 min 36 s).

Les voitures sont également réparties en trois catégories:
- Véhicules à deux ou trois sièges.
- Véhicules à quatre ou cinq sièges.
- Véhicules de six sièges et plus.

Les motocyclettes sont réparties en quatre catégories:
- Moins de 100 kg et une personne assise.
- Moins de 100 kg et plus d'une personne assise.
- 100  à   200 kg et une personne assise.
- 100  à   200 kg et plus d'une personne assise.

## Palmarès (classe A)
| Pos. | Chauffeur         | Voiture            | Temps                              |
| ---- | ----------------- | ------------------ | ---------------------------------- |
| 1    | Fernand Charron   | Panhard & Levassor | 33 h 4 min 34 s                    |
| 2    | Léonce Girardot   | Panhard & Levassor | 33 h 25 min 18 s (+ 20 min 44 s)   |
| 3    | « Gaudry »        | Amédée Bollée      | 34 h 8 min 58 s (+ 1 h 4 min 20 s) |
| 4    | René de Knyff     | Panhard & Levassor | 34 h 58 min 50 s                   |
| 5    | René Loysel       | Amédée Bollée      | 35 h 19 min 9 s                    |
| 6    | « Adam »          | Panhard & Levassor | 35 h 45 min 57 s                   |
| 7    | Auguste Doriot    | Peugeot            | 36 h 20 min 47 s                   |
| 8    | Émile Kraeutler   | Peugeot            | 38 h 26 min 55 s                   |
| 9    | Alfred Levegh     | Mors               | 38 h 41 min 2 s                    |
| 10   | « Antony »        | Peugeot            | 39 h 30 min 14 s                   |
| 11   | E. Chesnay        | Mors               | 43 h 58 min 40 s                   |
| 12   | Gilles Hourgières | Panhard & Levassor | 46 h 50 min 19 s                   |
| 13   | George Heath      | Panhard & Levassor | 48 h 58 min 26 s                   |
| 14   | « Parix »         | Panhard & Levassor | 52 h 30 min 58 s                   |
| 15   | A. Védrine        | Georges Richard    | 57 h 27 min 5 s                    |

## Vainqueurs d'étapes
| Étape | Itinéraire                  | Distance | Chauffeur         | Voiture            | Temps           | Vitesse moyenne |
| ----- | --------------------------- | -------- | ----------------- | ------------------ | --------------- | --------------- |
| 1     | Champigny-Chateau d'Ardenne | 294,9    | Fernand Charron   | Panhard & Levassor | 6 h 56 min 7 s  | 42,52 km/h      |
| 2     | Chateau d'Ardenne-Nijmegen  | 251,35   | Gilles Hourgières | Panhard & Levassor | 6 h 0 min 23 s  | 41,84 km/h      |
| 3     | Nijmegen-Amsterdam          | 112      | Léonce Girardot   | Panhard & Levassor | 2 h 20 min 40 s | 47,77 km/h      |
| 4     | Amsterdam-Liège             | 269,55   | Fernand Charron   | Panhard & Levassor | 5 h 30 min 43 s | 48,90 km/h      |
| 5     | Liège-Verdun                | 259,9    | « Gaudry »        | Amédée Bollée      | 5 h 57 min 9 s  | 43,66 km/h      |
| 6     | Verdun-Paris                | 243,3    | Fernand Charron   | Panhard & Levassor | 5 h 34 min 8 s  | 43,69 km/h      |

## Abandons (classe A)
| Chauffeur                 | Voiture                 | Étapes achevées |
| ------------------------- | ----------------------- | --------------- |
| Amédée Bollée             | Amédée Bollée           | 3               |
| Gustave Leys              | Panhard & Levassor      | 3               |
| Roscoff                   | Mors                    | 3               |
| G.Vinet                   | Amédée Bollée           | 3               |
| Baron Adrien de Turckheim | Amédée Bollée           | 2               |
| Breuil                    | Peugeot                 | 2               |
| Isaac Koechlin            | Peugeot                 | 1               |
| Marcellin                 | De Dion-Bouton tricycle | 0               |
| Max Richard               | Georges Richard         | 0               |
| Georges Richard           | Georges Richard         | 0               |

## Galerie d'images

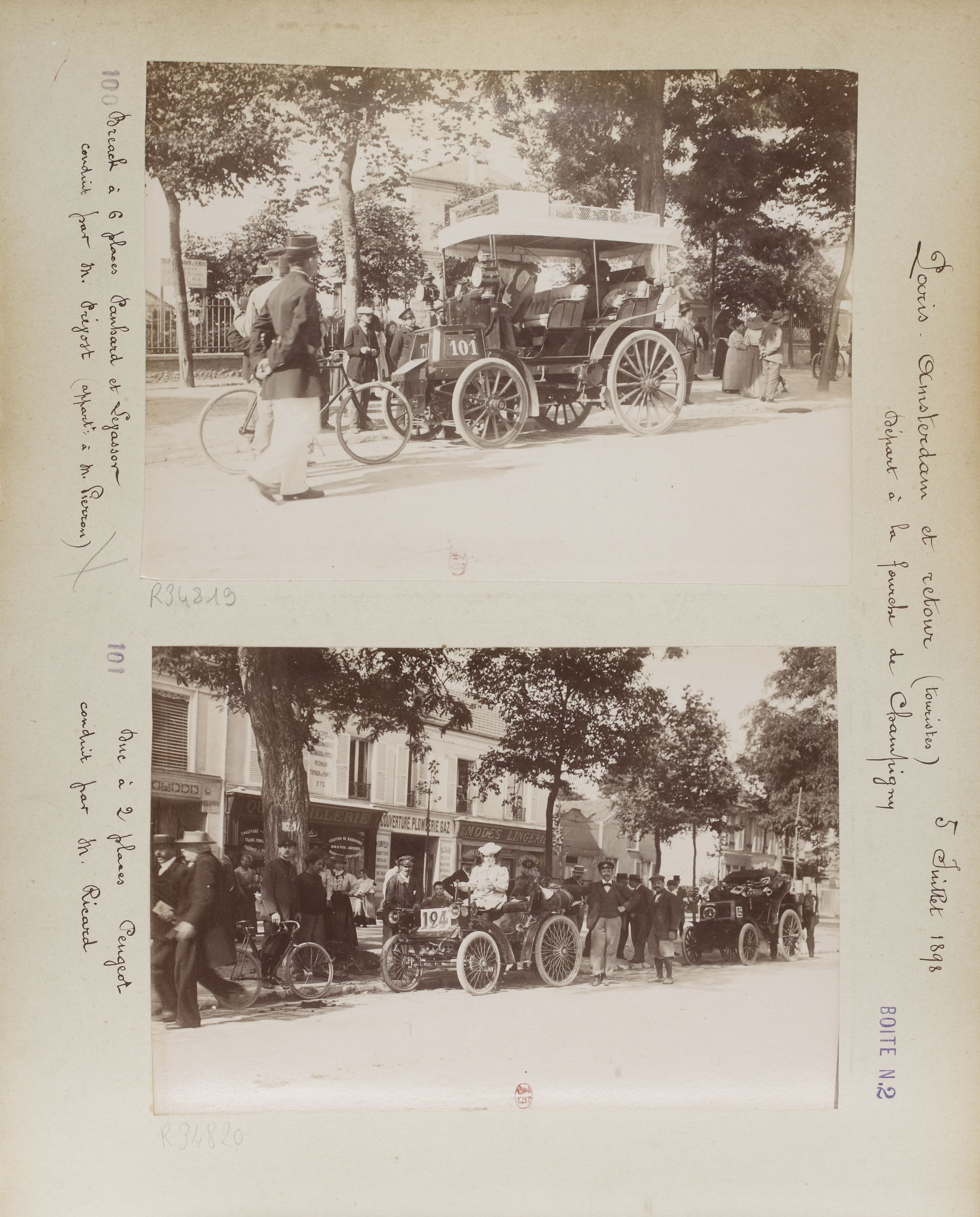
Départ à la fourche de Champigny
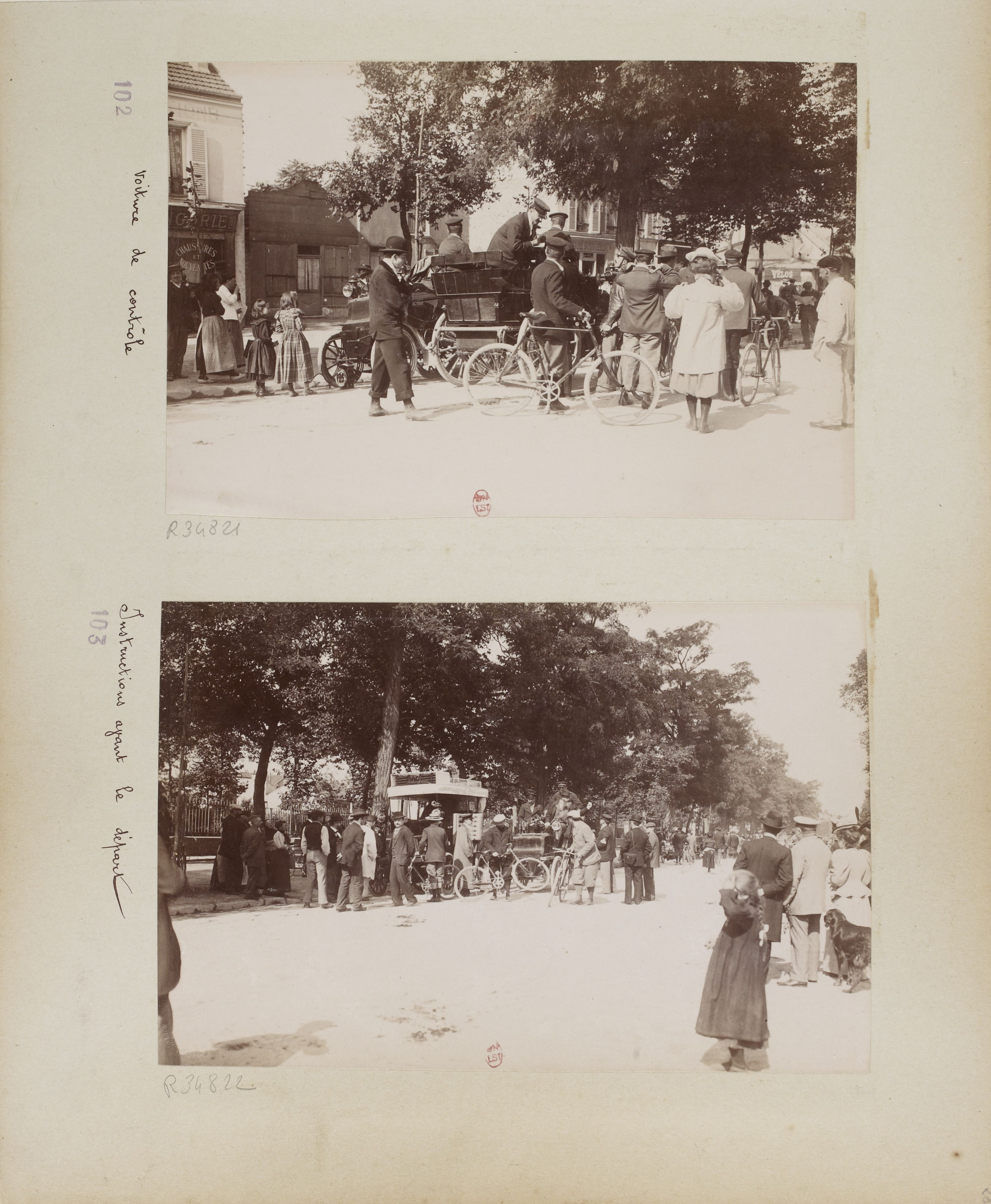
La voiture de contrôle, et les instructions avant le départ
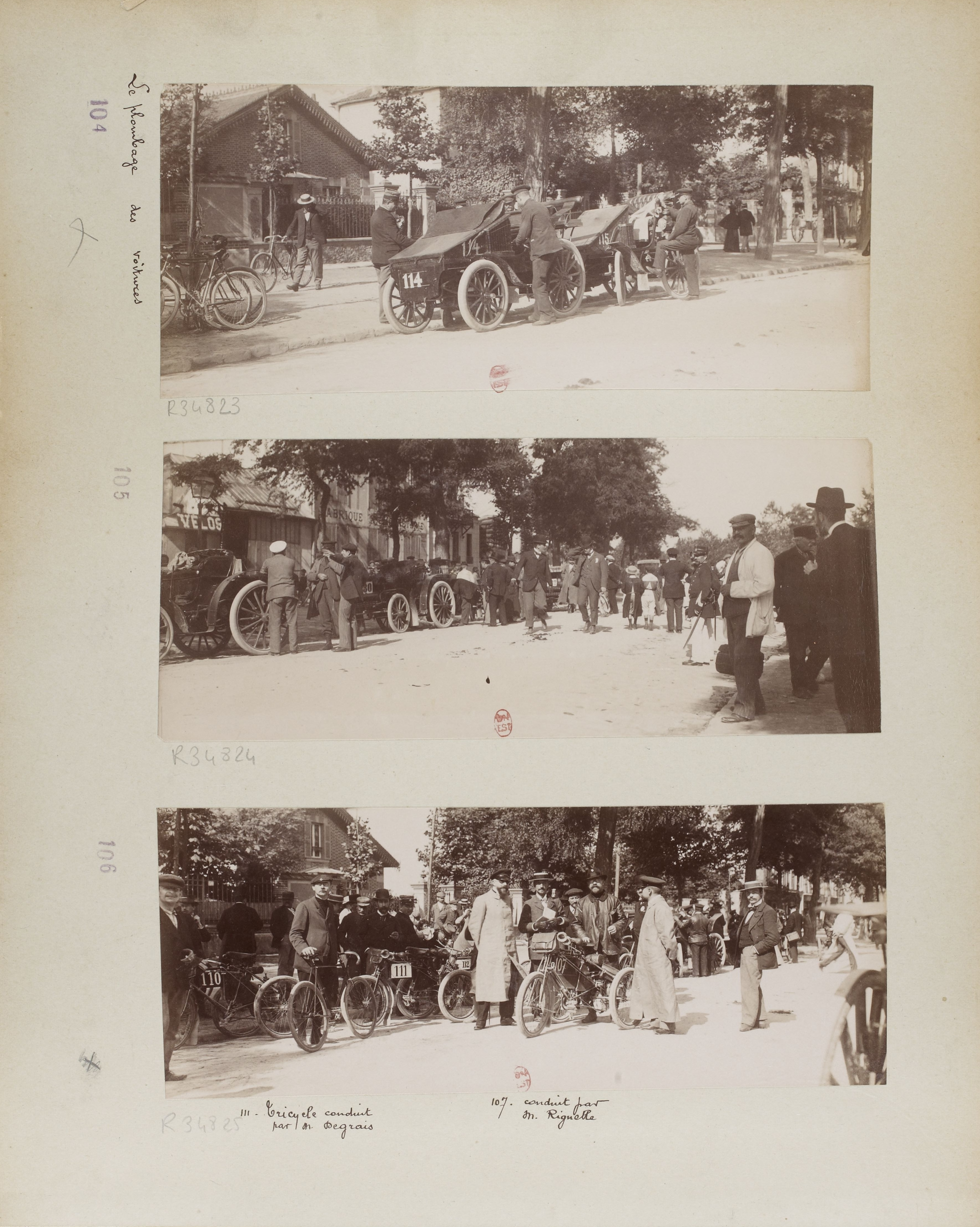
Le plombage des voitures, et les tricycles no 111 et 107
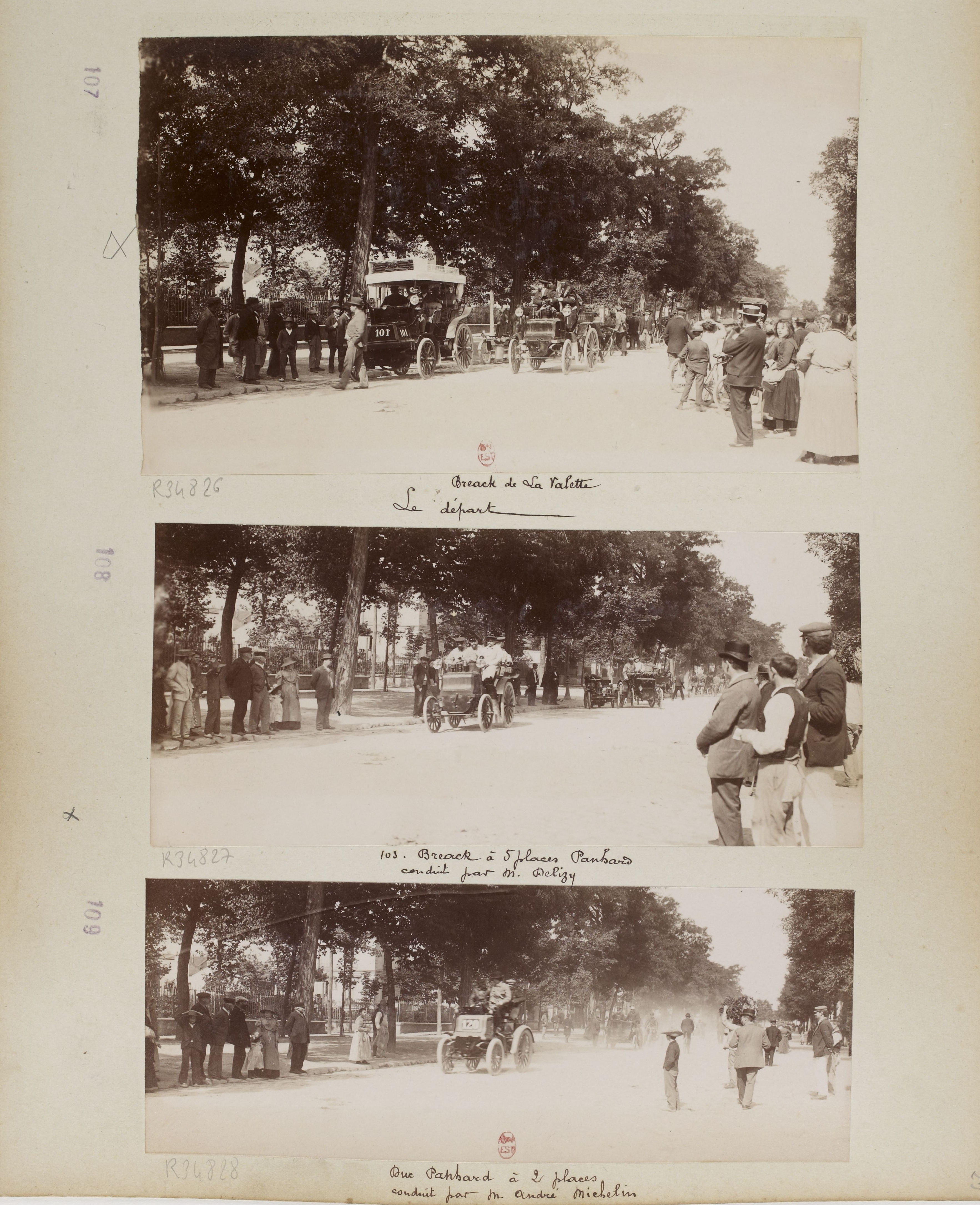
Un break au départ, un break 5 places Panhard, et une Duc Panhard conduite par André Michelin (2 places, no 120).
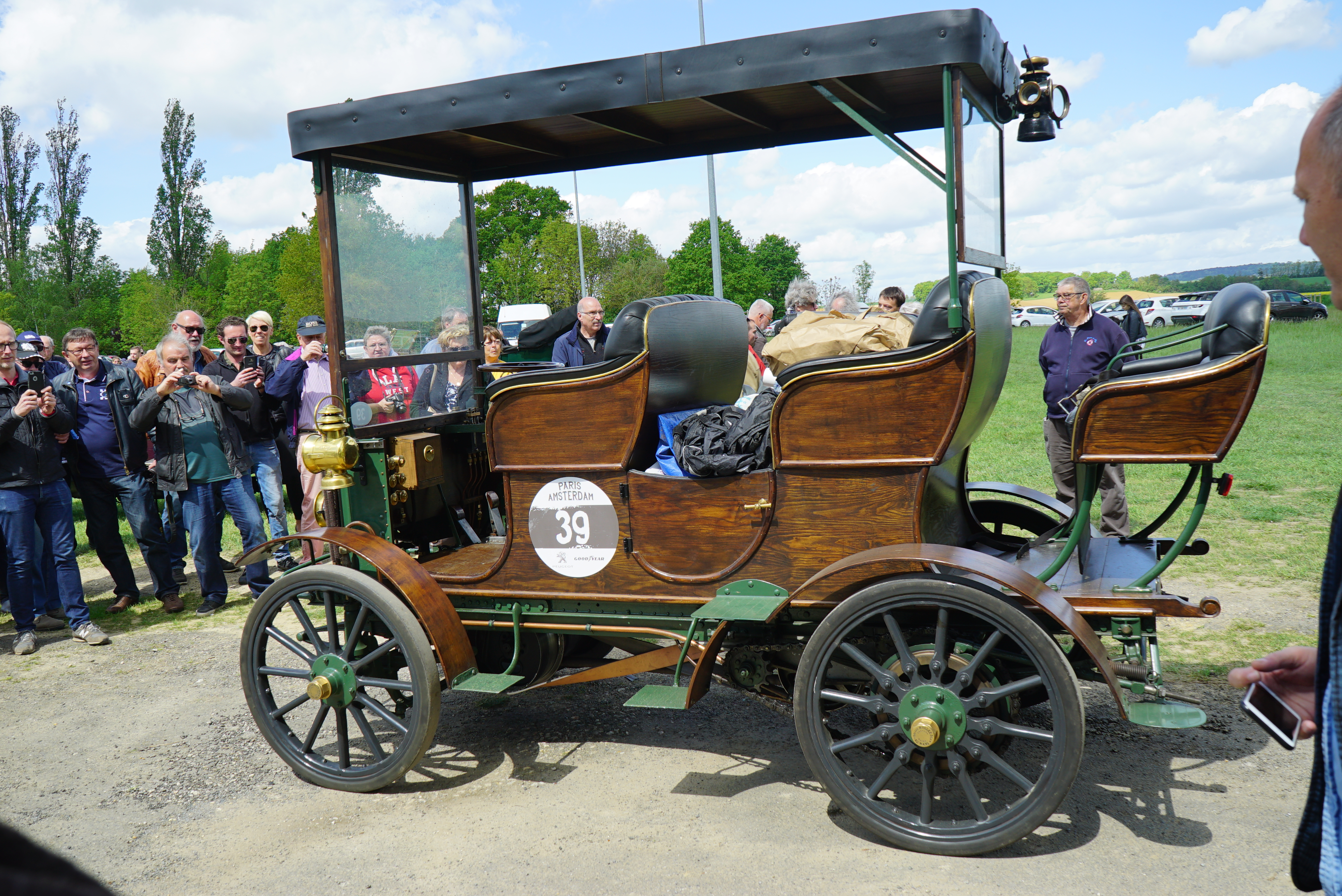
Une Amédée Bollée à Gueux lors de la version de 2018.

## Bibliographie

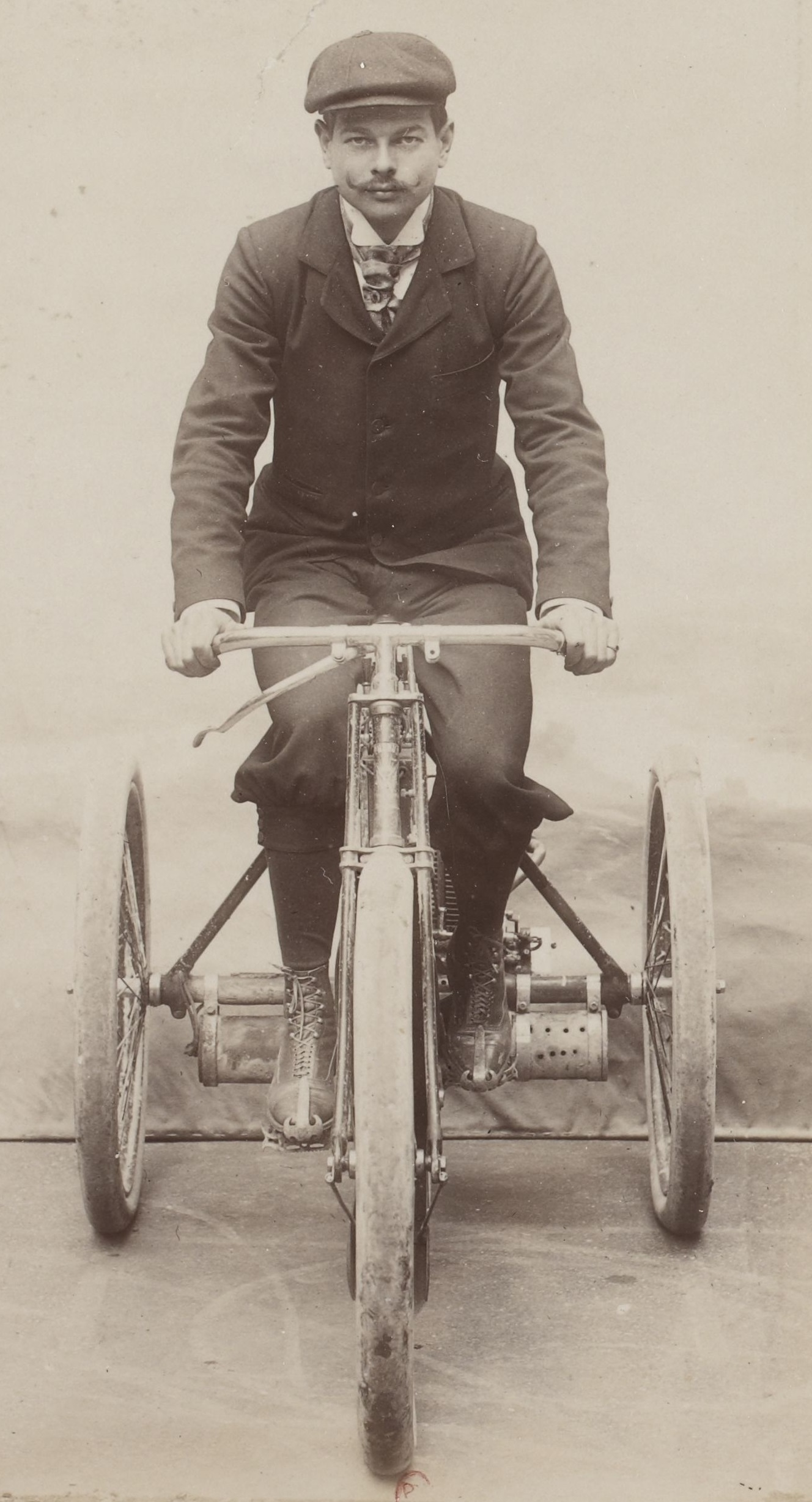
J. Marcellin ici en 1898, déclaré vainqueur de catégorie B sur tricycle Phébus (recordman de l'heure l'année suivante).